# Anepsicus brunneus
Anepsicus brunneus là một loài bọ cánh cứng trong họ Salpingidae. Loài này được Sharp miêu tả khoa học năm 1900.